# Leandro Damião
Leandro Damião da Silva dos Santos (* 22. Juli 1989 in Jardim Alegre, Paraná), kurz Leandro Damião, ist ein momentan vereinsloser brasilianischer Fußballspieler.

## Karriere

### Verein
Der Stürmer erlernte das Fußballspielen auf den Straßen der Stadt. Seine eigentliche Karriere begann er in der Jugend des CA Hermann Aichinger, wo er bis 2007 spielte. Ab 2008 wurde er von Hermann Aichinger an Marcílio Dias, CA Tubarão und an den SC Internacional, wo er zuerst in der B-Mannschaft eingesetzt wurde, verliehen. Zur Saison 2010 wurde Damião vom Erstligisten SC Internacional aus Porto Alegre fest für die erste Mannschaft verpflichtet, nachdem er bis dahin ausschließlich in unterklassigen Ligen gespielt hatte. Er wurde fester Bestandteil des Teams und Nationalspieler. Mit seinem Team schaffte er noch im gleichen Jahr den Einzug in das Finale der Copa Libertadores. Nachdem er im Hinspiel, beim 2:1-Auswärtssieg, nicht von Trainer Celso Roth eingesetzt wurde, kam er in der Rückpartie ab der 66. Minute beim Stand von 1:1 für Taison zum Einsatz. Kurz darauf erzielte der Angreifer den 2:1-Führungstreffer. Die Partie wurde 3:2 gewonnen und Internacional konnte sich Copa-Libertadores-Gewinner nennen. Damião erzielte bis 2013 in 98 Spielen in der Série A für Internacional 33 Tore. Seine beste Saison hatte er 2011, als er mit 14 Toren zu den fünf besten Torschützen der Liga gehörte.
Im Dezember 2013 wechselte Damião auf Basis eines Fünfjahresvertrags zum Ligakonkurrenten FC Santos, der Medienberichten zufolge eine Ablösesumme von etwa 13 Millionen Euro an seinen alten Verein überwies. Nach einer enttäuschenden Saison für den FC Santos wurde der Spieler in den folgenden Jahren stets an andere Vereine verliehen, darunter die brasilianischen Ligakonkurrenten Cruzeiro EC und CR Flamengo, der spanische Erstligist Betis Sevilla und sein ehemaliger Verein Internacional, der im ersten Jahr seines Leihgeschäfts noch in der zweiten brasilianischen Liga spielte.
2019 verließ er den FC Santos endgültig und wurde vom japanischen Erstligisten Kawasaki Frontale verpflichtet. 2019 gewann er mit Frontale den J. League Cup. Im gleichen Jahr gewann er auch den Supercup. 2020 wurde er mit Frontale japanischer Meister und Sieger des Kaiserpokal. Seinen zweiten Supercup gewann er im Februar 2021. Am Ende der Saison feierte er ein zweites Mal die japanische Meisterschaft. Mit 23 Toren wurden er und der Japaner Daizen Maeda mit jeweils 23 Toren Torschützenkönig der Liga. Am 9. Dezember 2023 stand er mit Frontale im Finale des japanischen Pokals. Hier besiegte man Kashiwa Reysol mit 8:7 im Elfmeterschießen. Anfang 2024 schloss er sich dem heimischen Zweitligisten Coritiba FC, doch schon sechs Monate später verließ er den Klub wieder und ist seitdem vereinslos.

### Nationalmannschaft
Sein Debüt für Brasilien feierte Damião am 27. März 2011 beim 2:0-Sieg gegen Schottland. Er spielte über 78 Minuten und wurde durch Jonas ersetzt. Am 19. Mai 2011 berief Nationaltrainer Mano Menezes ihn in den vorläufigen Kader zur Copa América 2011 in Argentinien. Während der Vorbereitung bestritt er sein zweites Länderspiel beim 0:0 gegen die Niederlande. In den endgültigen 23-Mann-Kader schaffte es Damião allerdings nicht.
2012 nahm er mit der Olympiamannschaft an den Olympischen Spielen in London teil, bei denen Brasilien zum ersten Mal die Goldmedaille gewinnen wollte. Im Finale musste sich Brasilien aber mit 1:2 der mexikanischen Mannschaft geschlagen geben. Damião kam in allen fünf von sechs Spielen zum Einsatz und wurde mit sechs Toren Torschützenkönig des Turniers.
Verletzungsbedingt musste Damião auf die Teilnahme am Konföderationen-Pokal 2013 verzichten, den die brasilianische Mannschaft gewann. Damião verletzte sich wenige Wochen vor dem Turnier beim Training mit der Seleção und wurde durch Jô ersetzt.
Nach seinem Wechsel zum FC Santos wurde der Stürmer nicht mehr in der Nationalmannschaft eingesetzt. Sein letztes Spiel bestritt er gegen England bei einem Freundschaftsspiel im Juni 2013. Damião kam insgesamt auf 17 Einsätze und drei Treffer. Auch da Brasilien aufgrund seines Gastgeberstatus nicht an der Qualifikation für die Weltmeisterschaft 2014 teilnahm, kam er ausschließlich in Freundschaftsspielen für die A-Nationalmannschaft zum Einsatz.

## Erfolge
Nationalmannschaft
- Olympische Silbermedaille: 2012

SC Internacional
- Copa Libertadores: 2010
- Recopa Sudamericana: 2011
- Staatsmeisterschaft von Rio Grande do Sul: 2011, 2012, 2013

Kawasaki Frontale
- Japanischer Supercup-Sieger: 2019, 2021
- Japanischer Ligapokalsieger: 2019
- Japanischer Meister: 2020, 2021
- Japanischer Pokalsieger: 2020, 2023

## Auszeichnungen
- Prêmio Arthur Friedenreich (Arthur-Friedenreich-Preis): 2011 (38 Tore)
- Torschützenkönig Olympische Sommerspiele: 2012
- Torschützenkönig Staatsmeisterschaft von Rio Grande do Sul: 2011, 2012
- Torschützenkönig Staatsmeisterschaft von Minas Gerais: 2015
- Torschützenkönig J1 League: 2021
- Spieler des Jahres J1 League: 2021